# Калвер-Сіті
Калвер-Сіті (англ. Culver City) — місто на південному заході штату Каліфорнія, розташоване на захід від Лос-Анджелеса. З півночі місто практично примикає до Міжнародного аеропорту Лос-Анджелеса (англ. Los Angeles International Airport). Населення — 40 779 осіб (2020).
Калвер-Сіті вважається одним з місць зародження кіноіндустрії, перші фільми були зняті в 1910-х рр, крім того, у місті розташовані студії кінокомпанії Metro-Goldwyn-Mayer.
У Калвер-Сіті народилися такі відомі особистості, як актори Гелен Гант, Дрю Беррімор, Майкл Річардс, спортсмени Тіффані Коен, Джон-Фредерік Хенк.

## Географія
Калвер-Сіті розташований за координатами 34°0′21″ пн. ш. 118°23′48″ зх. д. / 34.00583° пн. ш. 118.39667° зх. д. (34.005820, -118.396781).  За даними Бюро перепису населення США в 2010 році місто мало площу 13,31 км², з яких 13,24 км² — суходіл та 0,07 км² — водойми.

### Клімат
| Клімат : Калвер-Сіті    | Клімат : Калвер-Сіті | Клімат : Калвер-Сіті | Клімат : Калвер-Сіті | Клімат : Калвер-Сіті | Клімат : Калвер-Сіті | Клімат : Калвер-Сіті | Клімат : Калвер-Сіті | Клімат : Калвер-Сіті | Клімат : Калвер-Сіті | Клімат : Калвер-Сіті | Клімат : Калвер-Сіті | Клімат : Калвер-Сіті | Клімат : Калвер-Сіті |
| Показник                | Січ.                 | Лют.                 | Бер.                 | Квіт.                | Трав.                | Черв.                | Лип.                 | Серп.                | Вер.                 | Жовт.                | Лист.                | Груд.                | Рік                  |
| Абсолютний максимум, °C | 32,8                 | 33,3                 | 35,0                 | 35,0                 | 32,8                 | 34,4                 | 36,7                 | 36,7                 | 41,1                 | 38,3                 | 38,3                 | 34,4                 | 41,1                 |
| Середній максимум, °C   | 18,4                 | 19,1                 | 20,1                 | 21,3                 | 22,4                 | 24,1                 | 25,7                 | 26,3                 | 25,7                 | 23,3                 | 20,7                 | 18,3                 | 22,1                 |
| Середній мінімум, °C    | 9,1                  | 9,6                  | 10,2                 | 11,6                 | 14,1                 | 15,5                 | 17,1                 | 17,3                 | 16,7                 | 13,8                 | 10,8                 | 8,5                  | 12,9                 |
| Абсолютний мінімум, °C  | −2,8                 | 1,1                  | 1,7                  | 5,6                  | 7,2                  | 8,9                  | 11,1                 | 10,6                 | 8,3                  | 8,9                  | 3,3                  | 0,0                  | −2,8                 |
| Днів з дощем            | 5,7                  | 5,3                  | 5,8                  | 1,7                  | 0,7                  | 0,2                  | 0,3                  | 0,2                  | 0,6                  | 1,1                  | 1,9                  | 4,0                  | 27,5                 |
| ----------------------- | -------------------- | -------------------- | -------------------- | -------------------- | -------------------- | -------------------- | -------------------- | -------------------- | -------------------- | -------------------- | -------------------- | -------------------- | -------------------- |
| Джерело: NOAA           |                      |                      |                      |                      |                      |                      |                      |                      |                      |                      |                      |                      |                      |

## Демографія
Згідно з переписом 2010 року, у місті мешкали 38 883 особи в 16 779 домогосподарствах у складі 9344 родин. Густота населення становила 2921 особа/км².  Було 17491 помешкання (1314/км²).
Расовий склад населення:
| - 60,3 % — білих - 14,8 % — азіатів - 9,5 % — чорних або афроамериканців - 0,5 % — корінних американців - 0,2 % — вихідців з тихоокеанських островів - 8,7 % — осіб інших рас |

До двох чи більше рас належало 6,1 %. Частка іспаномовних становила 23,2 % від усіх жителів.
За віковим діапазоном населення розподілялося таким чином: 18,8 % — особи молодші 18 років, 66,3 % — особи у віці 18—64 років, 14,9 % — особи у віці 65 років та старші. Медіана віку мешканця становила 40,5 року. На 100 осіб жіночої статі у місті припадало 89,1 чоловіків;  на 100 жінок у віці від 18 років та старших — 85,6 чоловіків також старших 18 років.
Середній дохід на одне домашнє господарство  становив 107 638 доларів США (медіана — 81 189), а середній дохід на одну сім'ю — 131 442 долари (медіана — 102 115). Медіана доходів становила 65 102 долари для чоловіків та 63 019 доларів для жінок. За межею бідності перебувало 8,9 % осіб, у тому числі 10,5 % дітей у віці до 18 років та 7,9 % осіб у віці 65 років та старших.
Цивільне працевлаштоване населення становило 21 378 осіб. Основні галузі зайнятості: освіта, охорона здоров'я та соціальна допомога — 25,9 %, науковці, спеціалісти, менеджери — 20,3 %, мистецтво, розваги та відпочинок — 9,7 %, інформація — 9,0 %.

## Цікаві факти
- Назву міста можна перекласти як «місто диких голубів».
- Згадка про місто міститься в пісні групи Pet Shop Boys — The Way It Used to Be з альбому "Yes" (2009).

## Міста-побратими
- Іксан, Південна Корея.
- Каіцука, Японія.
- Летбридж, Альберта, Канада.
- Уруапан, Мексика.

## Галерея

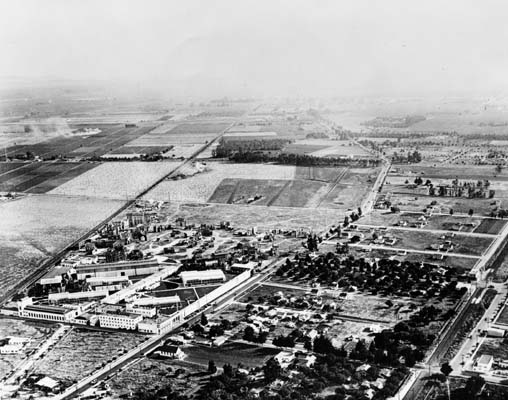
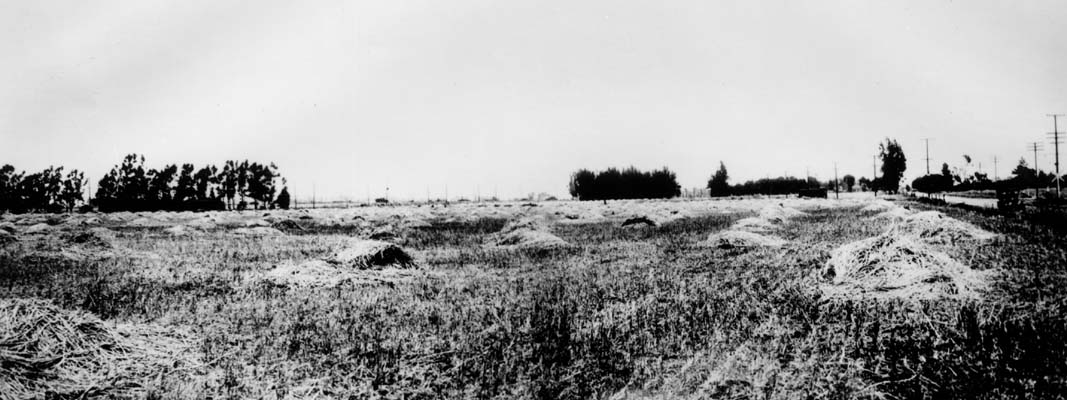
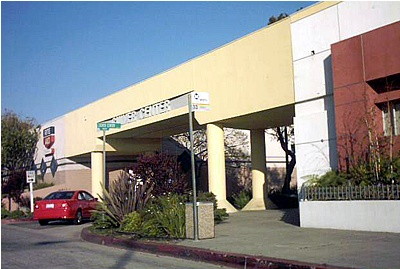

## Відомі люди
- Ге́лен Елі́забет Гант (* 1963) — американська акторка, сценарист, режисер, продюсер
- Дрю Беррімор (*1975) — американська акторка, продюсерка та режисерка.